# Бесник Бислими
Бесник Бислими (алб. Besnik Bislimi; Буковик, 19. мај 1971) албански је економиста, академик и политичар са Косова и Метохије. Тренутно обавља функцију првог заменика премијера Републике Косово, задужен за европске интеграције, развој и дијалог. Такође је први потпредседник покрета Самоопредељење, док је претходно био на функцији министра финансија и народног посланика Скупштине Републике Косово.

## Биографија
Рођен је 19. маја 1971. године у Буковику, код Гњилана, у тадашњој Социјалистичкој Републици Србији. Године 1994. дипломирао је макроекономску анализу на Свеучилишту у Загребу. Докторирао је на Универзитету у Фрајбергу са специјалношћу фискалне политике и транзиције ка тржишној економији. Био је Фулбрајтов стипендиста на Државном универзитету Џорџије, где је завршио постдокторске студије о фискалној децентрализацији земаља у развоју.
Од 2004. године био је наставик универзитета РИТ Косово (бивши Амерички универзитет на Косову), где је предавао макроекономију, фискалну политику, монетарну анализу и политику, економију природних ресурса и микроекономију. Такође је био шеф економске јединице и генерални директор истраживачког центра овог универзитета, а хонорарно је предавао у Северној Македонији.